# قانون تايلور فورس
قانون تايلور فورس هو قانون صادر عن الكونجرس الأمريكي لوقف المساعدات الاقتصادية الأمريكية للسلطة الفلسطينية حتى تتوقف السلطة الفلسطينية عن دفع الرواتب من خلال صندوق شهداء السلطة الفلسطينية. تم توقيع هذا القانون من قبل الرئيس الأمريكي دونالد ترامب في 23 مارس 2018، والذي من شأنه أن يخفض حوالي ثلث مدفوعات المساعدات الخارجية الأمريكية للسلطة الفلسطينية. في 24 أغسطس 2018، خفضت الولايات المتحدة أكثر من 200 مليون دولار من المساعدات المباشرة للسلطة الفلسطينية. في أغسطس/آب 2018 أيضًا، أوقفت الولايات المتحدة تقديم المساعدات للأونروا، مما يمثل خفضًا في المساعدات بقيمة 300 مليون دولار أمريكي.
في فبراير 2019، أكدت الولايات المتحدة أنها أوقفت جميع المساعدات التي تقدمها الوكالة الأميركية للتنمية الدولية للفلسطينيين في الضفة الغربية وغزة، في خطوة مرتبطة بتشريع جديد لمكافحة الإرهاب. قانون توضيح مكافحة الإرهاب لعام 2018 (ATCA، PL 115–253)، الذي أقره الكونجرس ووقعه ترامب في 3 أكتوبر 2018، دخل حيز التنفيذ في فبراير 2019، ويسمح للأميركيين بمقاضاة أولئك الذين يتلقون مساعدات خارجية أمريكية في المحاكم الأمريكية بسبب التواطؤ المزعوم في "أعمال الحرب". وقد أوقفت الولايات المتحدة تقديم أكثر من 60 مليون دولار من الأموال السنوية لأجهزة الأمن الفلسطينية بناء على طلب السلطة الفلسطينية بسبب الخوف من مثل هذه الدعاوى القضائية. قد أثار وقف تمويل الأجهزة الأمنية بعض المخاوف.

## خلفية القانون
تم تسمية مشروع القانون تكريمًا لتايلور فورس، وهو من سكان لوبوك بولاية تكساس وتخرج من المعهد العسكري لنيومكسيكو (مدرسة ثانوية) ثم ويست بوينت في عام 2009 وخدم في جولات الخدمة في كل من أفغانستان والعراق. بعد الانتهاء من خدمته، التحق تايلور بكلية أوين للدراسات العليا في الإدارة بجامعة فاندربيلت للدراسة للحصول على درجة الماجستير في إدارة الأعمال. تم اغتياله في إسرائيل عام 2016 على يد فلسطيني. في وقت مقتله، كان يزور إسرائيل كجزء من مجموعة دراسية بجامعة فاندربيلت.
قُتل في 8 مارس 2016، في هجوم نفذه فلسطيني من مدينة قلقيلية بالضفة الغربية، وهو هجوم طعن في تل أبيب أدى إلى إصابة أحد عشر شخصًا. وبما أن الفاعل مات فإن أقاربه يحصلون على معاش شهري يعادل عدة مرات متوسط الأجر الشهري الفلسطيني. إن المعاش التقاعدي الذي تدفعه صندوق شهداء السلطة الفلسطينية هو جزء من سياسة السلطة الفلسطينية لدفع رواتب نقدية شهرية لأسر الفلسطينيين الذين قتلوا أو أصيبوا أو سجنوا لدى الجيش الاسرائيلي.

## إقرار القانون
تم تقديم مشروع القانون في مجلس الشيوخ الأمريكي في عام 2016 من قبل أعضاء مجلس الشيوخ الأمريكي ليندسي غراهام (جمهوري - ساوث كارولينا)، ودان كوتس (جمهوري - إنديانا)، وروي بلانت (جمهوري - ميسوري). في 3 أغسطس 2017، أقرت لجنة العلاقات الخارجية بمجلس الشيوخ الأمريكي مشروع القانون بأغلبية 16 صوتًا مقابل 5. تم إقرار مشروع القانون في 23 مارس 2018، كجزء من قانون المخصصات الموحدة لعام 2018، وينهي المساعدات الأمريكية للسلطة الفلسطينية ما لم تتوقف السلطة عن دفع رواتب للشهداء والأسرى وعائلاتهم. كان الديمقراطيون مترددين في البداية في دعم مشروع القانون على أساس أن المدفوعات ضرورية لمنع الضفة الغربية من الاضطرابات السياسية، لكنهم أصبحوا أكثر ميلاً لدعم مشروع القانون في عام 2017.

## مناقشة القانون
قد أيدت هيئة تحرير صحيفة وول ستريت جورنال مشروع القانون على أساس أنه من شأنه أن يجبر حكومة محمود عباس على إنهاء سياسة "مكافأة الإرهاب". ووصف الباحث القانوني ثين روزنباوم الرواتب التي يهدف القانون إلى إنهائها بأنها "حوافز باهظة لارتكاب العنف". وتقول السلطة الفلسطينية أنه إذا توقفت عن دفع مثل هذه المدفوعات فإن الأسر سوف تعاني من الفقر؛ وينفي آخرون هذا الادعاء بالإشارة إلى أن المساعدات الخارجية الأميركية يمكن توزيعها على أساس الحاجة، وليس كمكافأة على القتل ومحاولة القتل.